# Munirabad
Munirabad (recensita come Munirabad Project Area) è una suddivisione dell'India, classificata come census town, di 8.113 abitanti, situata nel distretto di Koppal, nello stato federato del Karnataka. In base al numero di abitanti la città rientra nella classe V (da 5.000 a 9.999 persone).

## Geografia fisica
La città è situata a 15° 19' 60 N e 76° 19' 60 E e ha un'altitudine di 460 m s.l.m..

## Società

### Evoluzione demografica
Al censimento del 2001 la popolazione di Munirabad assommava a 8.113 persone, delle quali 4.134 maschi e 3.979 femmine. I bambini di età inferiore o uguale ai sei anni assommavano a 948, dei quali 487 maschi e 461 femmine. Infine, coloro che erano in grado di saper almeno leggere e scrivere erano 6.104, dei quali 3.401 maschi e 2.703 femmine.